# Ford Falcon (Australia)
Este artículo es sobre el modelo de coche australiano. Para los modelos producidos en otros países, consulte Ford Falcon (desambiguación).
El Ford Falcon es un automóvil de turismo del segmento E fabricado en varias versiones desde 1960 por Ford Australia en la planta de ensamblaje de Broadmeadows, un suburbio en las afueras del norte de Melbourne, Victoria (Australia).    
Cada modelo de la serie XA de 1972 en adelante ha sido diseñado, desarrollado y construido en Australia, tras la eliminación gradual del Falcon estadounidense de 1960-71, que había sido rediseñados a nivel local para las condiciones más duras de Australia. 
Como resultado de la longevidad de su producción en Australia, el Falcon es uno de los nombres más importantes de venta en el mundo de la historia del automóvil, vendiendo más de 3.000.000 en seis generaciones al año 2003, casi exclusivamente en Australia y Nueva Zelanda. A partir de julio de 2007, Ford vende más de 3.000 unidades por mes.
Ford ha fabricado más de tres millones de unidades desde 1960 y ha encabezado las listas de ventas en Australia en muchas ocasiones. Actualmente, la línea Falcon está disponible en el sedán, rural, camioneta, y furgoneta, sin embargo en el pasado se ofreció cupés sin parantes. Los Ford Falcon y su competencia, el Holden Commodore, dominan las filas de taxis en Australia y Nueva Zelanda, y también se utilizan como coches patrulla de la policía.
El Ford Falcon, por continuar su diseño de configuración automotriz a la del Falcon original; motor 6 cilindros en línea con orientación longitudinal y tracción trasera, le confiere un diseño muy audaz y cinético, además de ser muy robustos y aptos para el amplísimo horizonte de las tierras australianas.
El último Ford Falcon se produjo el 7 de octubre de 2016.

## Evolución del Ford Falcon australiano

### Primera generación (1960-1966)
- XK
- XL
- XM
- XP

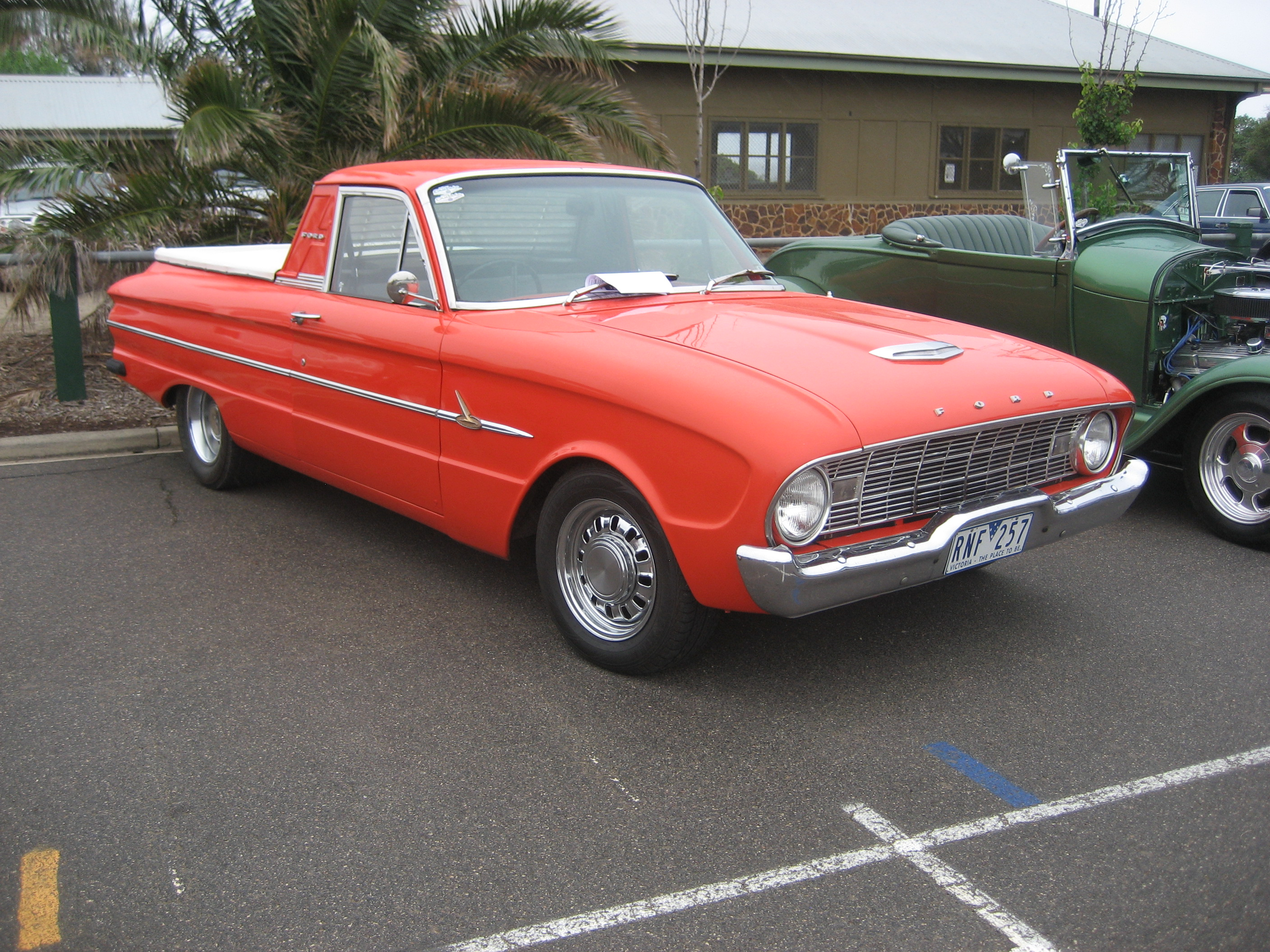
Ford Falcon XK 1960
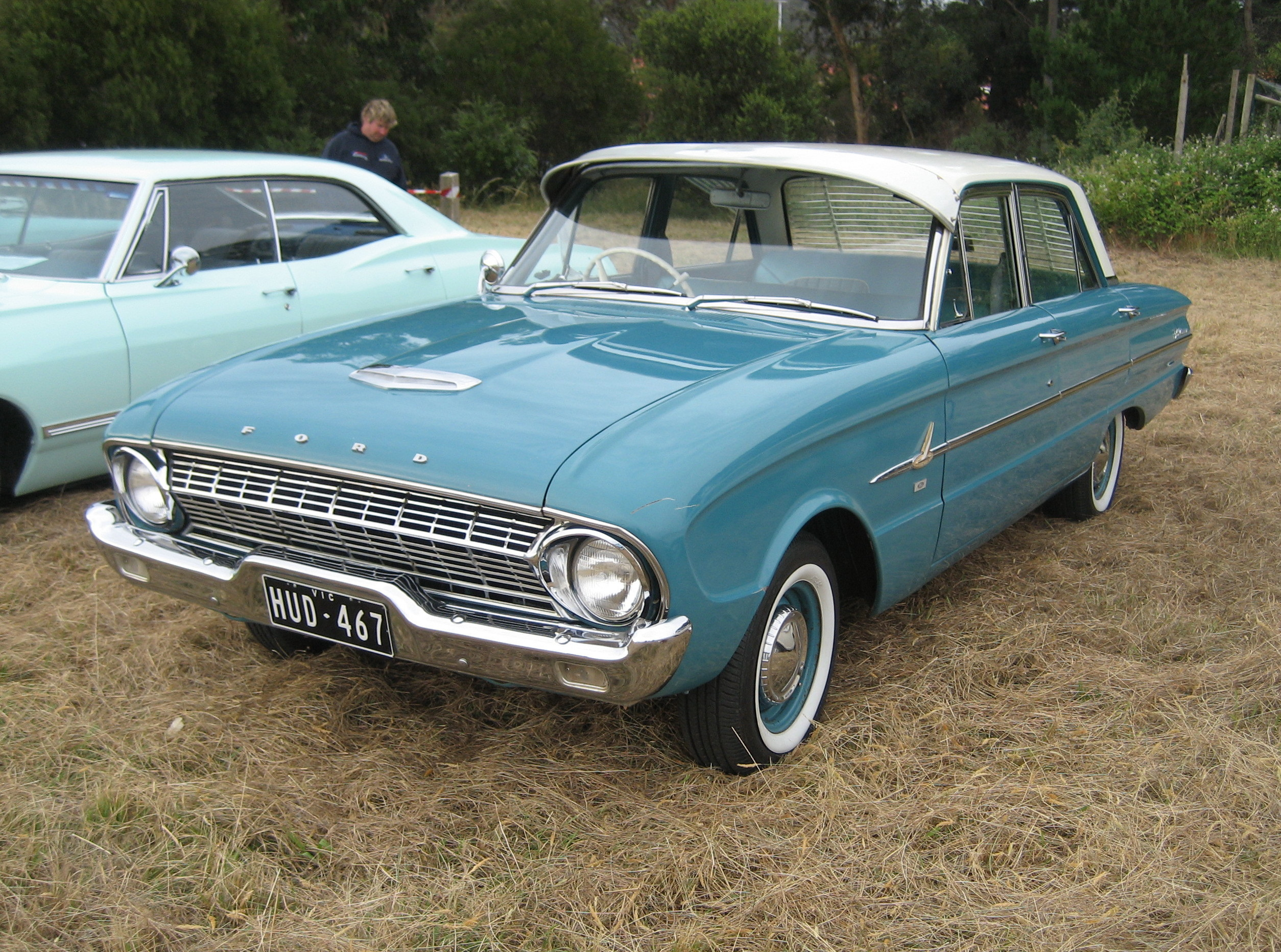
Ford Falcon XL 1962
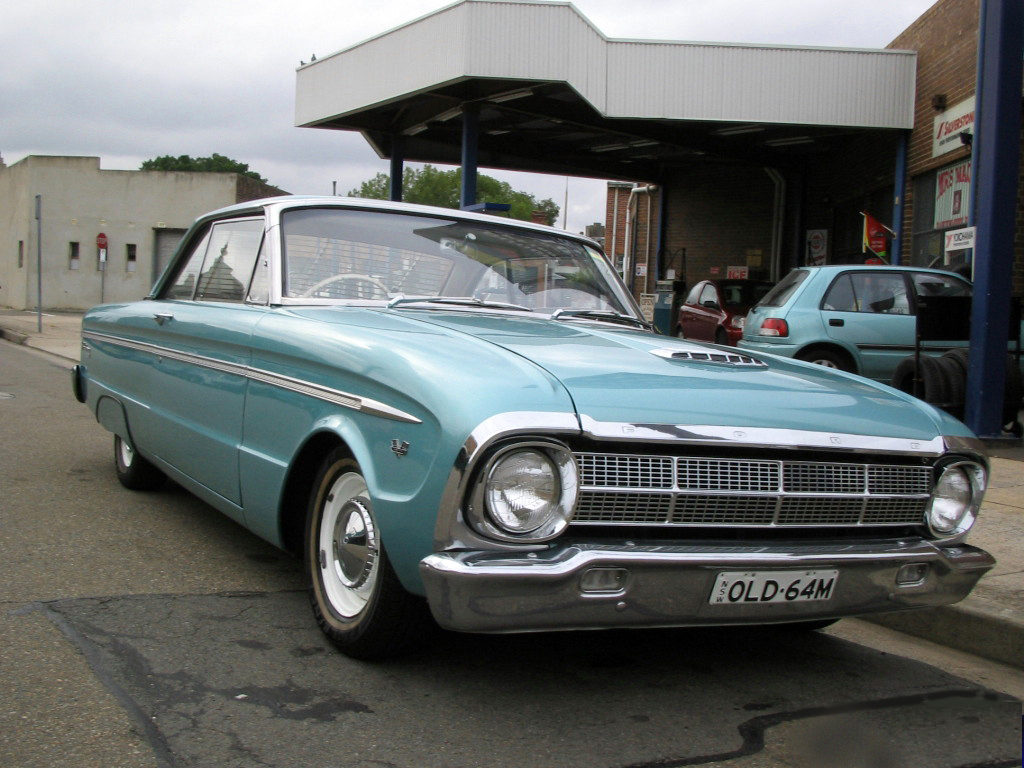
Ford Falcon XM, lanzado en 1964
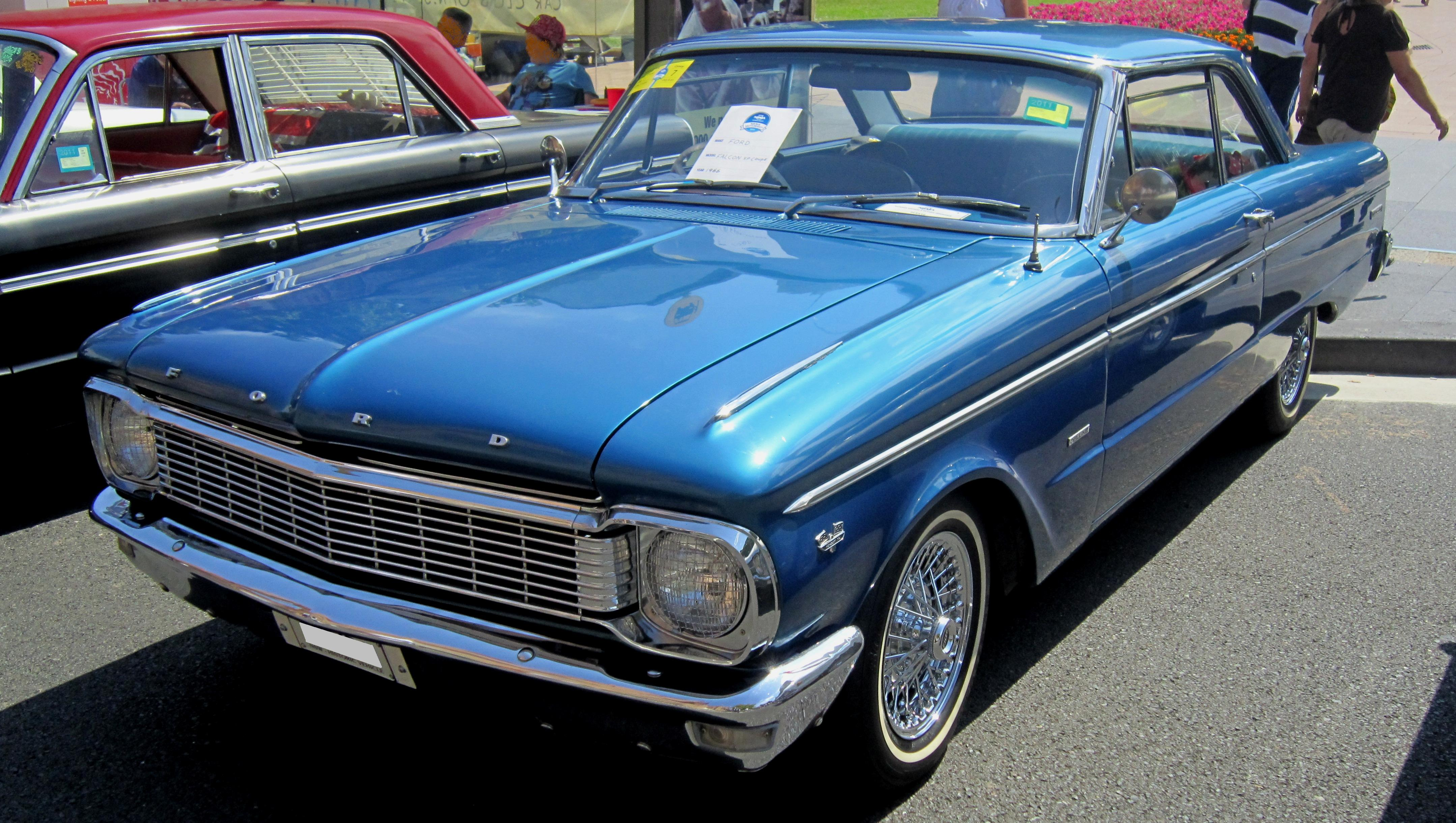
Ford Falcon XP 1966

### Segunda generación (1966-1972)
- XR
- XT
- XW
- XY

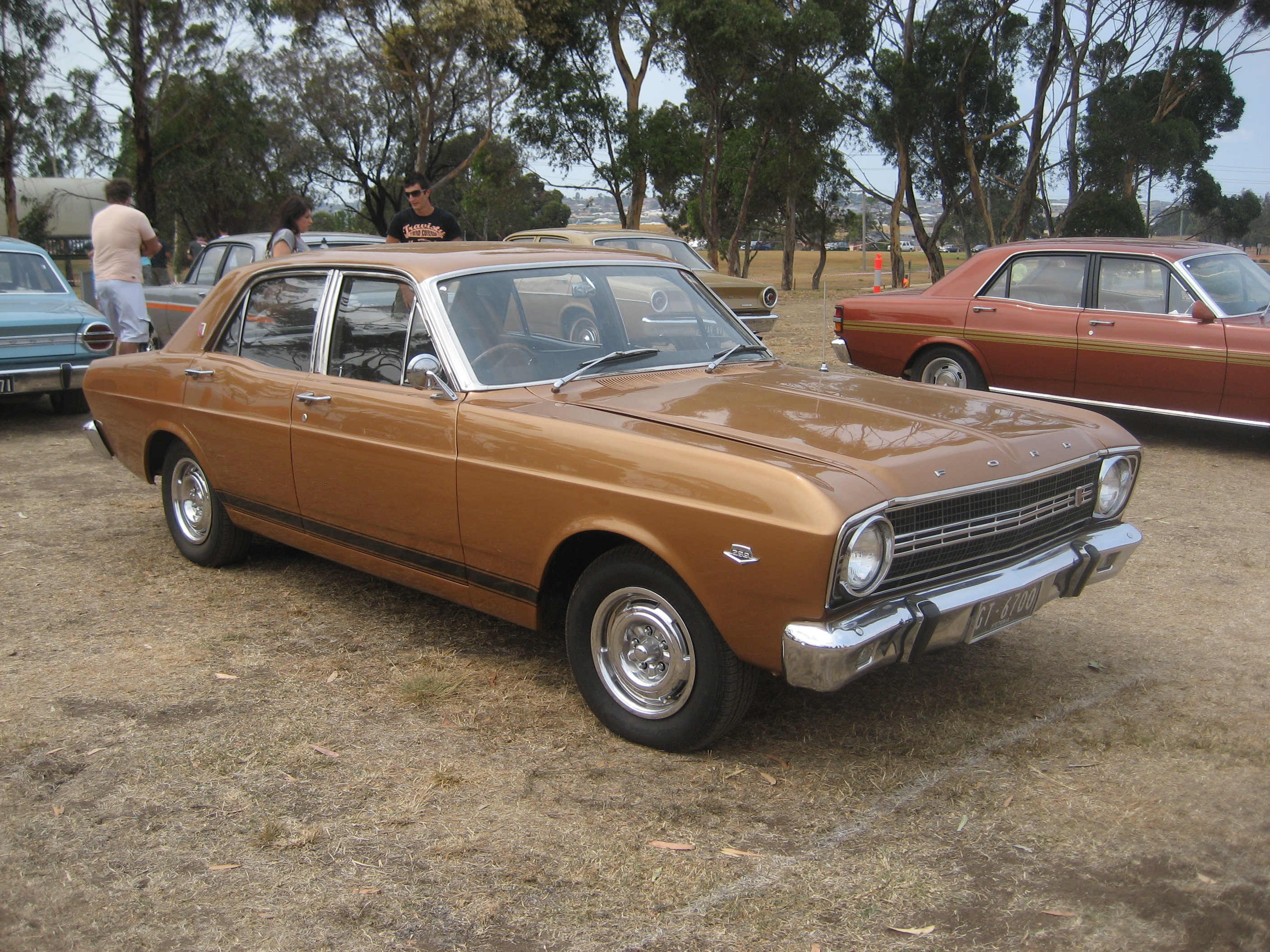
Ford Falcon XR GT 1967
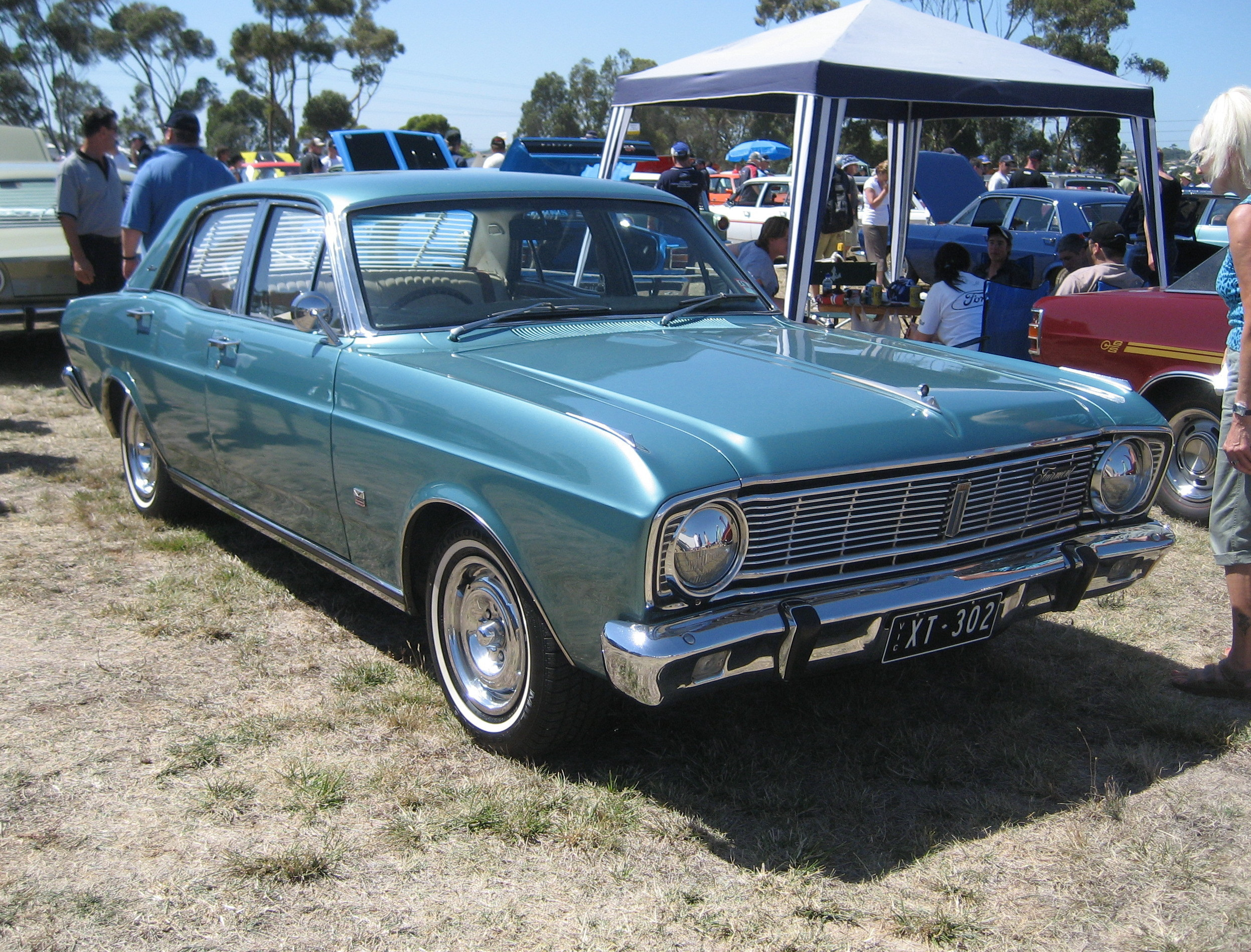
Ford Fairmont XT Sedán 1968-69

### Tercera generación

#### XA

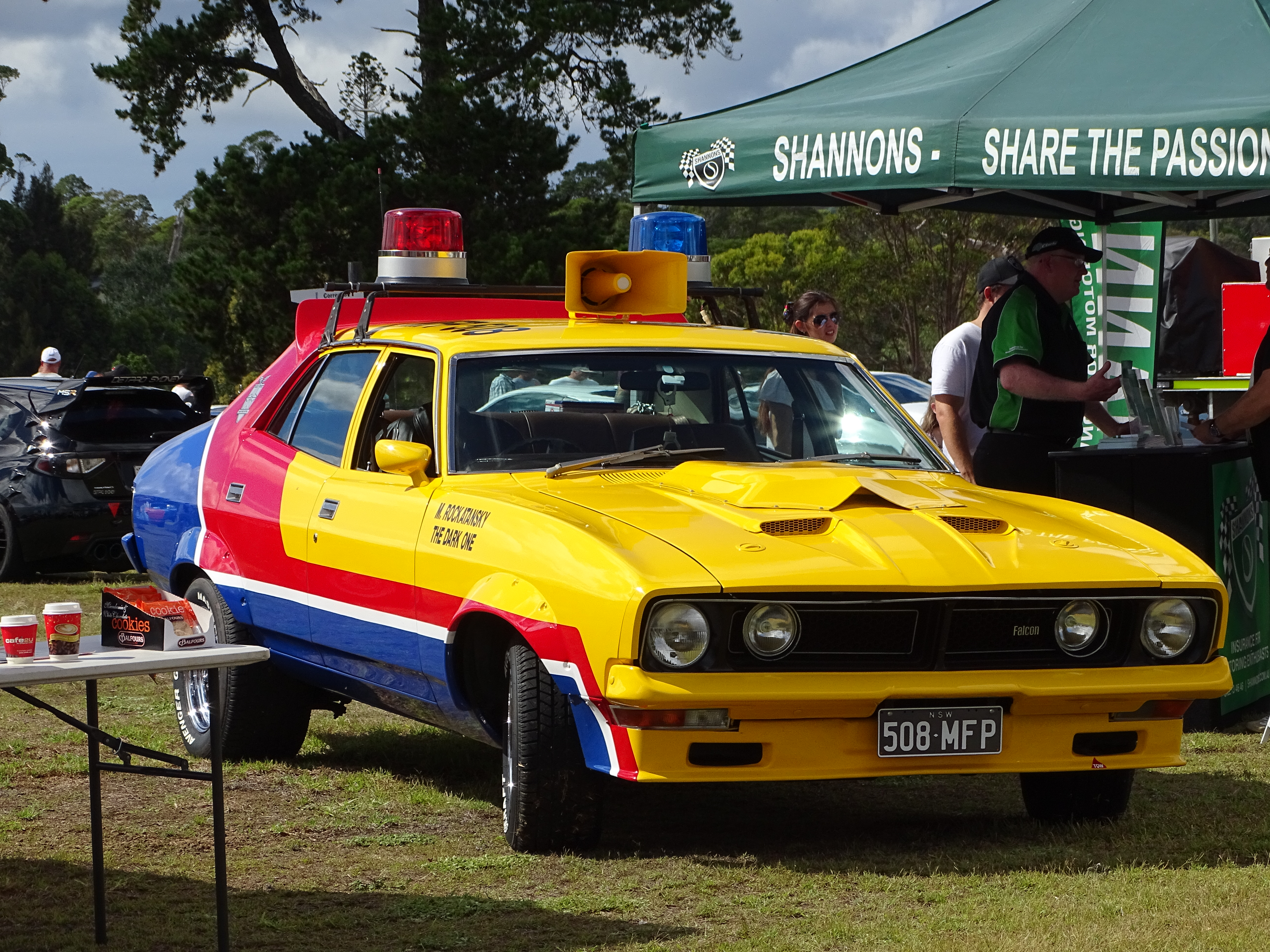
Ford Falcon 'Mad Max' Interceptor "Big Bopper"

El final de la producción del Falcon en los EE. UU. allanó el camino para una contribución australiana mucho mayor en el diseño de los Falcon fabricados en Australia desde 1972 en adelante, aunque durante varios años todavía existía un parecido distinto con el Mustang fabricado en los EE. UU. El XA Falcon, que presenta un nuevo modelo de coupé de techo rígido, entró en escena con su gama distintiva de colores de pintura, siendo popular la ciruela púrpura y salvaje, a menudo ordenada con tapicería blanca o negra. El XA Falcon Hardtop tenía un gran parecido con el Ford Torino 1970–71, y compartía sus puertas de "ventana sin marco" con las variantes de furgonetas utilitarias y de paneles. Las transmisiones se trasladaron desde el XY, aunque el 250-2V pronto se dejó de producir; y los motores GT-HO 'full-house' ya no se requerían debido a cambios en las regulaciones de producción. Ford había planeado un GT-HO 'Fase IV' (y construyó cuatro), pero lo canceló.
La variante GT mantuvo las luces de conducción gemelas, pero volvió a tener un capó sin rayas en el vehículo. Los parachoques delanteros recibieron 'respiraderos' falsos justo detrás de los indicadores y se agregaron conductos 'NACA' al capó. Se reintrodujeron las ruedas de acero de 12 ranuras, aunque algunos GT recibieron las ruedas Globe 'Bathurst' de cinco radios, que habían sido ordenadas para el GT-HO Phase IV y ahora necesitaban ser utilizadas. La suspensión trasera del GT presentaba varillas radiales para ayudar a ubicar el eje trasero sólido de muelle elíptico. Otras partes de rendimiento de la Fase IV abortada llegaron a los GT, incluidos un tanque de combustible más grande y cárter alado. Estos GT generalmente se denominan RPO83, después del código de opción que cubre las partes adicionales, aunque las partes que recibió un RPO83.
Desde la parte trasera, los paneles rígidos XA se pueden distinguir de los modelos posteriores por las luces traseras, que tienen lentes que se inclinan hacia adentro (hacia la parte delantera del vehículo).
En la película de acción Mad Max, aparece un modelo sedán de 4 puertas de 1972.

#### XB

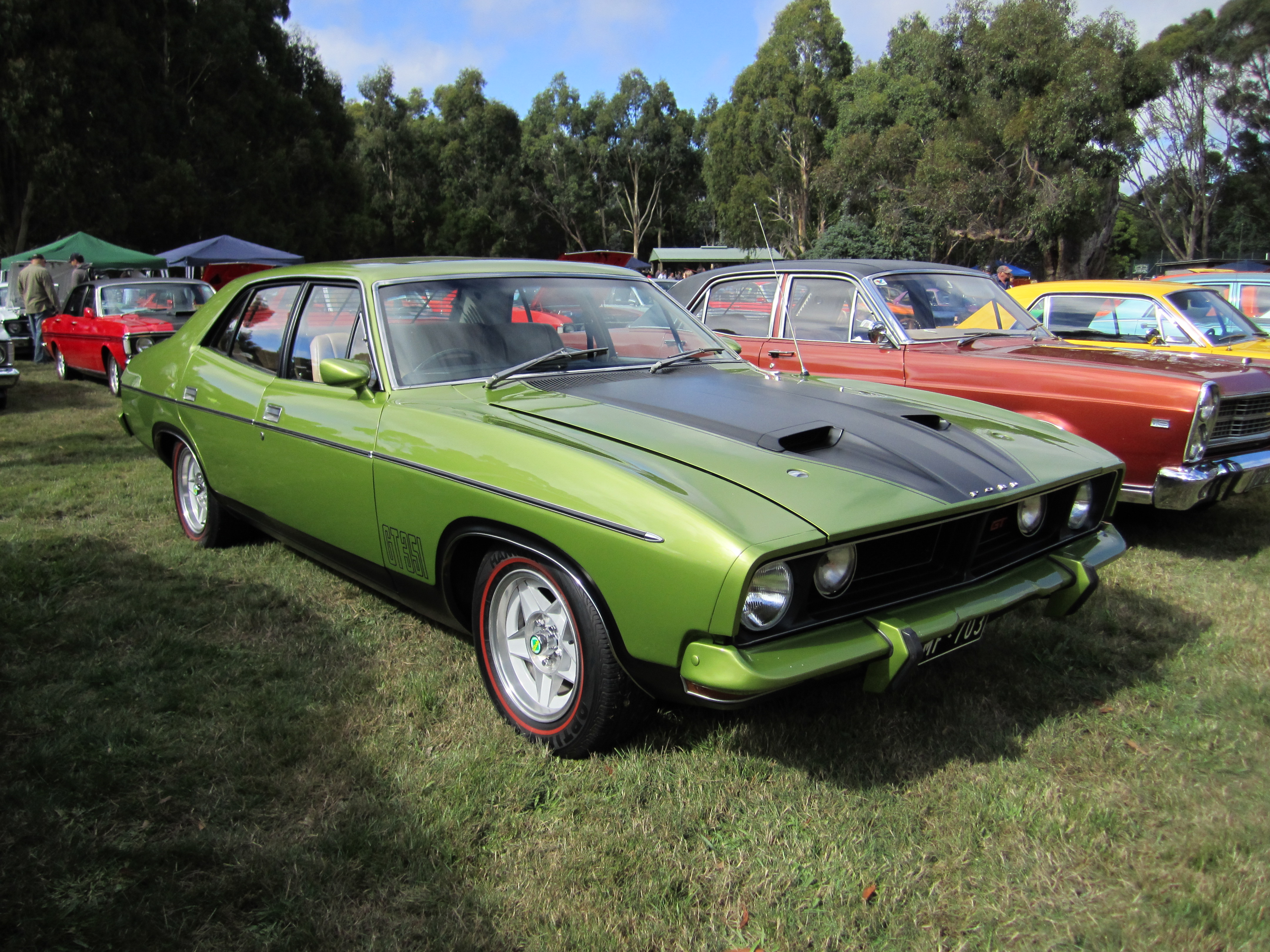
XB sedán (1973-1976), fue el primer Falcon con carrocería de diseño Australiano

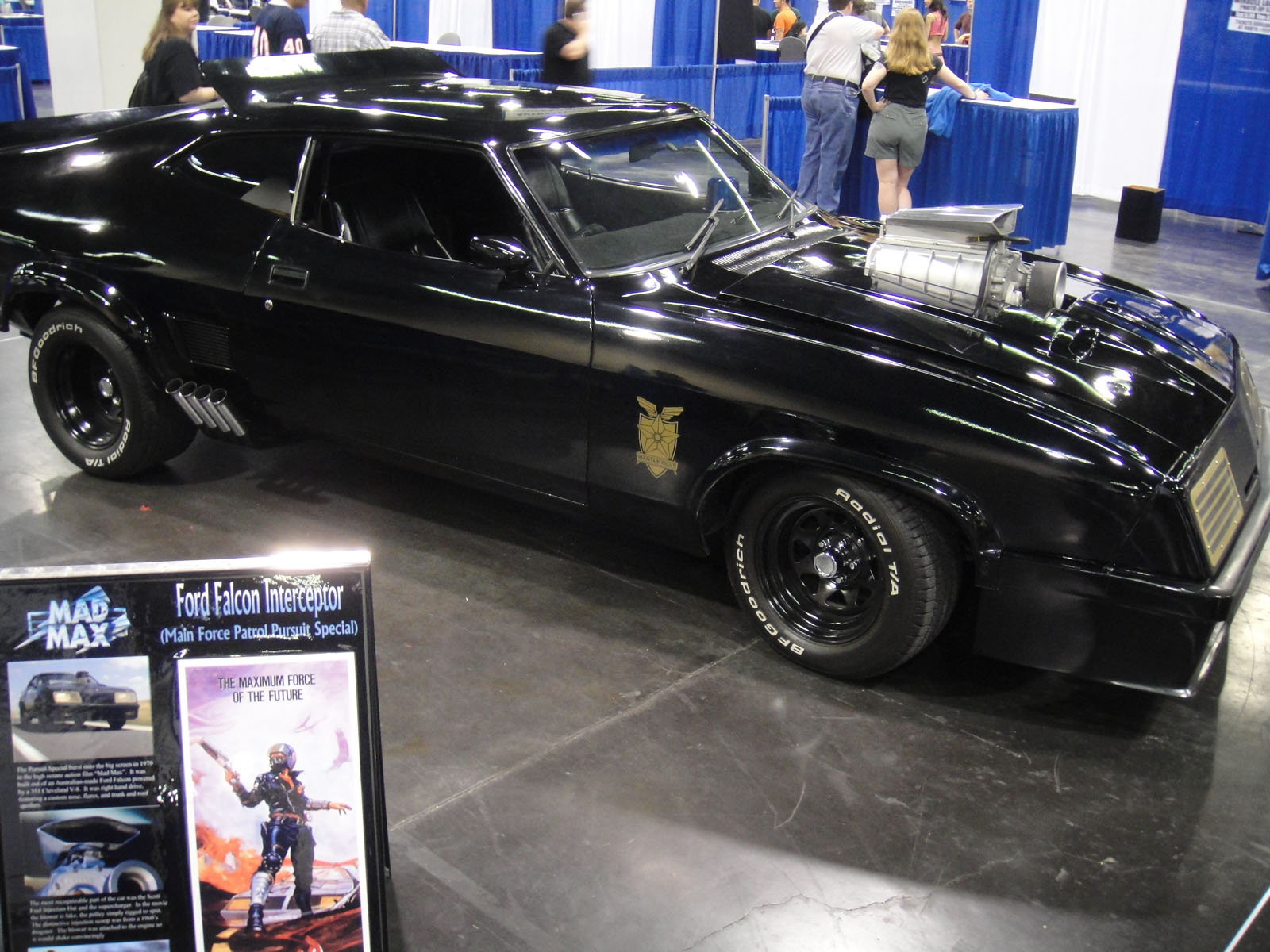
Ford Falcon Interceptor de "Mad Max"

En 1973, se introdujo el XB Falcon (vendido con el eslogan "El gran coche  Australiano del camino") con un estilo más agresivo, un tallo de control multifunción (indicadores, luz de carretera, bocina), nuevos colores que incluyen paragolpes codificados por colores en las variantes GT y pequeñas variaciones de acabado. Las opciones de motor fueron transferidas de la serie XA. Se introdujeron nuevos paquetes de furgonetas y paquetes de opciones, como las "Surferoo" y "Surfsider", y "Overnighter" ute.
Los frenos de disco de potencia delanteros eran estándar en toda la gama Falcon. La variante GT del XB también incluía frenos de disco en las cuatro ruedas (los modelos anteriores GT / GT-HO usaban tambores con aletas grandes en la parte trasera).
Los primeros 211 XB GT fabricados, fueron equipados con una versión de los EE. UU. del motor Cleveland, conocido como "big port" y después, a los XB GT se les instaló una versión Australiana del motor con cabezas "small port" y un carburador de 4 gargantas Autolite 4300 de 605 pies cúbicos (17,1 m³)/min.
Las luces de conducción gemelas permanecieron, al igual que las cerraduras del capó. Las primicias del capó del GT se integraron en la "protuberancia de potencia" en el capó, los parachoques eran del color de la carrocería y la protuberancia, los arcos de las ruedas, los umbrales y las cenefas, se pintaron en un color contrastante con el color de la carrocería (generalmente negro, pero depende de la elección real del color del cuerpo).
Entre las variantes de edición limitada del XB, estaba el John Goss Special lanzado en 1975 y llamado así por el piloto de carreras que llevó a un Falcon a la victoria en la carrera Hardie-Ferodo 1000 Touring Car de 1974 en Bathurst (Australia). Estas versiones especiales se basaron en el Falcon 500 Hardtop, con calcomanías y otras opciones de pernos, como el GT Bonnet. Estaban disponibles en blanco con una opción de dos colores de acento: Emerald Fire y Apollo Blue.
En la misma película arriba citada, también aparece un modelo sedán de 4 puertas de 1974, además del modelo negro que es conducido por el protagonista, interpretado por el actor Mel Gibson, tanto en la primera como en la segunda entrega Mad Max 2, que era un Ford Falcon XB GT coupé de techo duro de 1973, del cual se fabricaron menos de 1000 unidades.
El motor era un Ford Cleveland V8 de 351 pulgadas cúbicas (5,8 litros) con un diámetro x carrera de 4 plg (101,6 mm) x 3,5 plg (88,9 mm) y una relación de compresión de 11.0:1, que desarrollaba una potencia máxima de 300 HP (304,2 CV; 223,7 kW) a las 5.400 rpm y un par motor máximo de 515 N·m (380 lb·pie) a las 3.400 rpm. La configuración era 8 cilindros en V a 90° de aspiración natural, motor delantero y tracción trasera, con cambio manual de 4 marchas. Era capaz de lanzar el coche a 100 km/h (62 mph) en 8,1 segundos y lograba una velocidad punta de 193 km/h (120 mph).

### Cuarta generación (1979-1988)
- XD
- XE
- XF
- XG
- XH

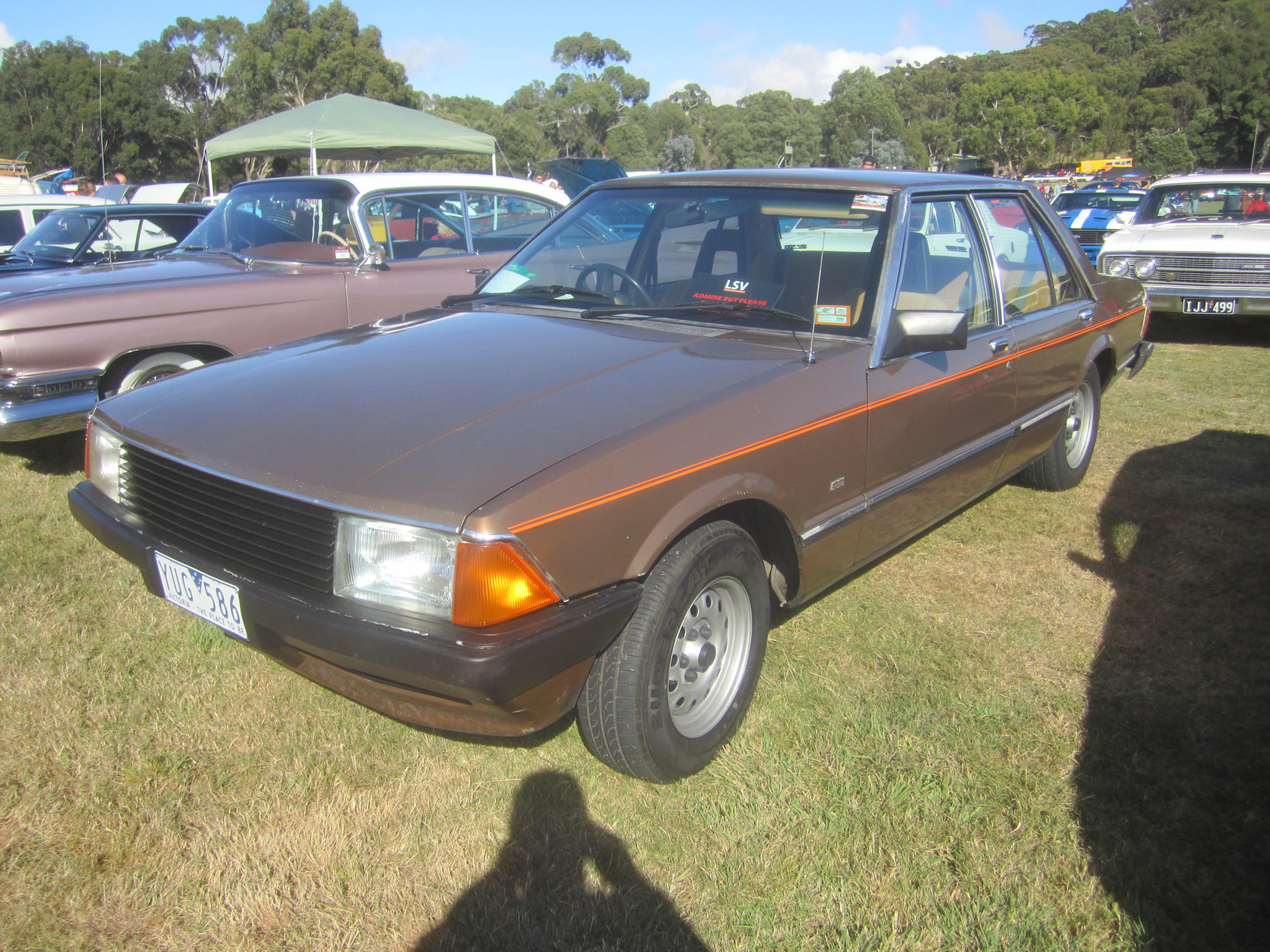
Ford Falcon XD sedán 1980

### Quinta generación (1988-1998)
- EA
- EB
- ED
- EF
- EL

### Sexta generación (1998-2008)
- AU
- BA
- BF

### Séptima generación (2008-2016)
- FG

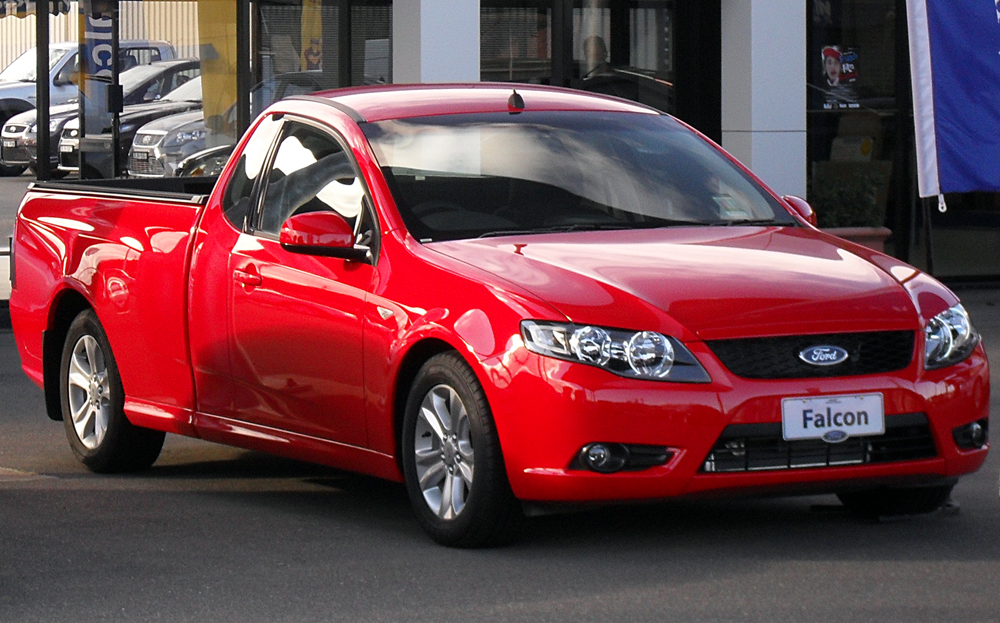
Camioneta Ford FG Falcon Ute de 2008
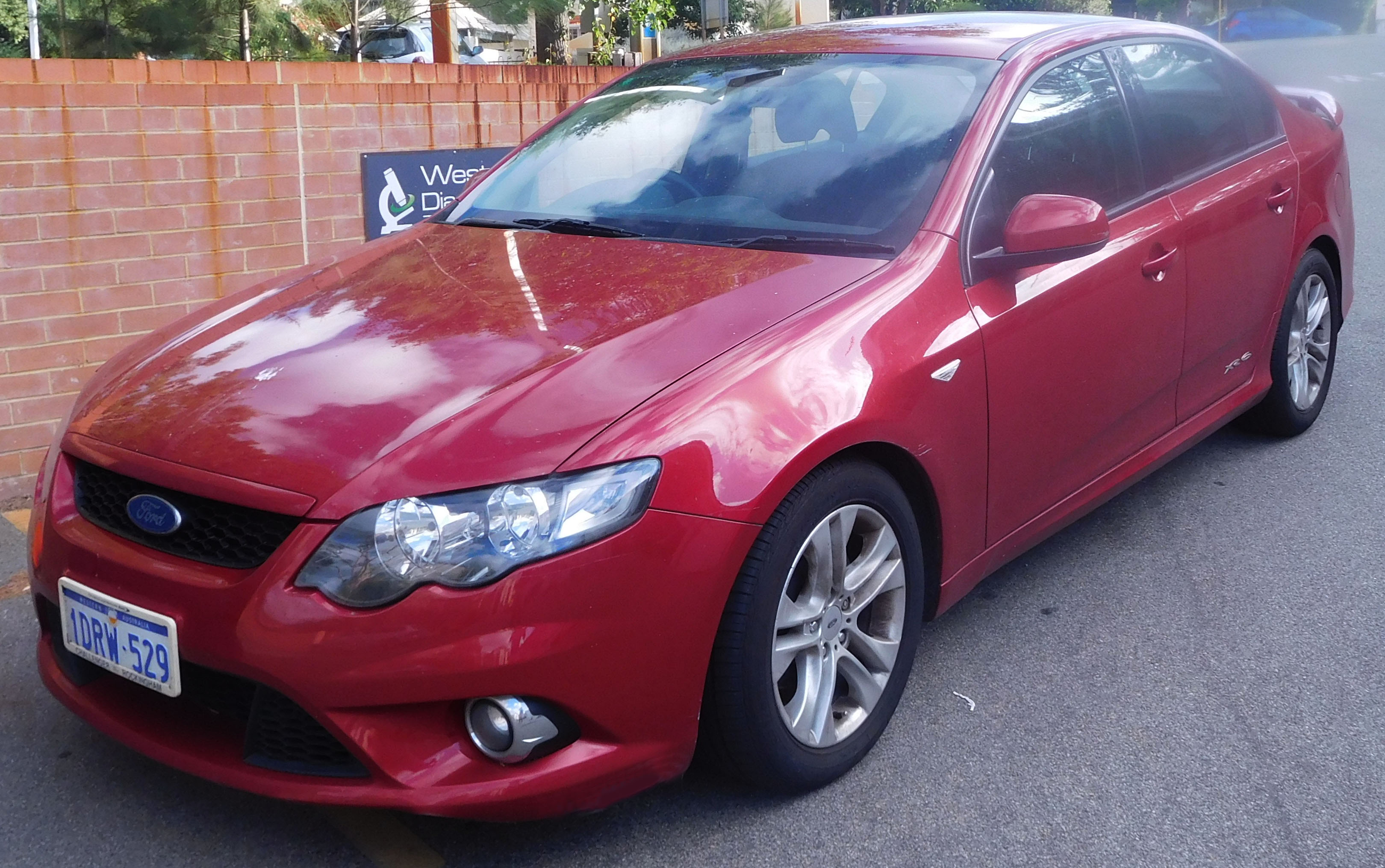
2010 Ford FG Falcon XR6 sedán

- FG X